# Jan Nepomucen Bardziński

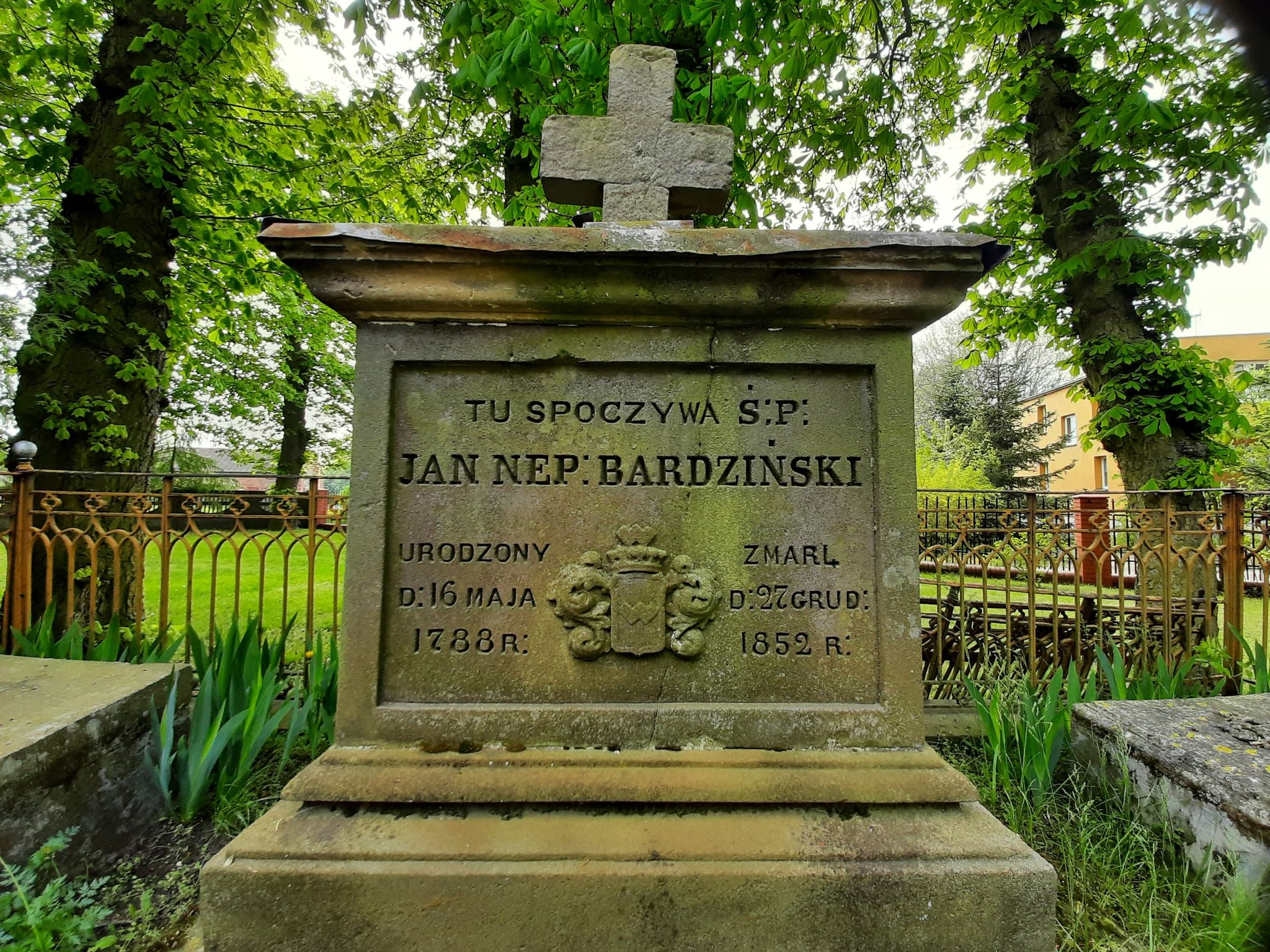
Grób Jano Nepomuceno Bardzińskiego na cmentarzu Katolickim w Skołowie.

Jan Nepomucen Bardziński herbu Abdank (ur. 16 maja 1778, zm. 27 grudnia 1852 w Gostynińskiem) – kapitan Legii Nadwiślańskiej. Dziedzic dóbr Sokołowa.
Do Legionu Polsko-Włoskiego wstąpił 7 czerwca 1807, służył jako podporucznik w 9. kompanii 2. batalionu 1. pułku. Pod Saragossą był przydzielony do dowódcy inżynierów gen. Lacoste'a, ranny i na wniosek generała mianowany kawalerem Legii Honorowej 25 sierpnia 1808. Po reorganizacji Legii Nadwiślańskiej 7 listopada 1808 służył w kompanii woltyżerów 2. batalionu 1. pułku. Mianowany porucznikiem 18 września 1811, kapitanem 22 marca 1812.
Ranny: 4 sierpnia 1808 pod Saragossą, 9 kwietnia 1810 pod Moną, 28 listopada 1812 nad Berezyną, wzięty do niewoli. Po powrocie z niewoli do Francji zwolniony 4 lutego 1815 w randze szefa batalionu.